# Claoxylon capillipes
Claoxylon capillipes är en törelväxtart som beskrevs av Airy Shaw. Claoxylon capillipes ingår i släktet Claoxylon och familjen törelväxter. Inga underarter finns listade i Catalogue of Life.